# Dune – Die Kinder des Wüstenplaneten
Dune – Die Kinder des Wüstenplaneten (Originaltitel: Frank Herbert’s Children of Dune) ist eine US-amerikanische Science-Fiction-Miniserie von Regisseur Greg Yaitanes aus dem Jahr 2003, nach den Romanen Der Herr des Wüstenplaneten und Die Kinder des Wüstenplaneten des Autors Frank Herbert.
Die dreiteilige Serie setzt die erste Dune-Miniserie des Sci-Fi Channel von 2000 fort.

## Handlung

### Dune – Der Messias
Zwölf Jahre sind ins Land gegangen, seit Paul Muad'Dib den Thron bestiegen hat und mit seinen Fremen-Armeen aufgebrochen ist, das Universum zu erobern; vom Wüstenplaneten Arrakis aus gebietet der Imperator über alle Welten am Himmel, kontrolliert die Spice-Produktion und stellt sicher, dass die anderen großen Häuser nicht zu mächtig werden. Während Pauls Geliebte, die kaiserliche Konkubine Chani, vergeblich versucht, schwanger zu werden, schmettert seine Schwester Alia mit dem Hohepriester Korba alle Versuche der anderen Häuser ab, mehr Demokratie im Imperium durchzusetzen.
Nachdem Chani festgestellt hat, dass Pauls Hauptfrau Irulan sie mit einem Gift am Schwangerwerden hindert, stellt sie sie zur Rede und beginnt eine strenge Fremen-Diät. Der Imperator heißt derweil den neuen Botschafter der Raumfahrergilde auf Arrakis willkommen, ohne zu ahnen, dass die Gilde mit Irulans Schwester, Prinzessin Wensicia Corrino, einen geheimen Plan geschmiedet hat, um ihn zu ermorden: Sie haben einen Ghola, ein genetisches Replikat, von Pauls engstem Freund Duncan Idaho geschaffen und überreichen es ihm als Geschenk. Durch ein geheimes Codewort soll dieser Ghola veranlasst werden, den Imperator zu töten.
Als ein alter Getreuer Muad’Dibs ihn bittet, ihn zu treffen, macht er sich sofort auf den Weg und wird in den Straßen der Hauptstadt von einem Steinbrenner, einer nuklearen Waffe, geblendet. Doch durch seine genetisch weiterentwickelten Fähigkeiten kann der Imperator auch weiterhin sehen. Derweil kommen sich Alia, die von Albträumen geplagt wird, und der Ghola, der sich unerwarteterweise an sein früheres Leben als Duncan Idaho erinnern kann, näher. Prinzessin Wensicia und die Gilde entführen derweil einen Sandwurm und schmuggeln ihn zur Corrino-Heimatwelt Salusa Secundus, um dort einen neuen Spice-Zyklus aufzubauen.
Chani kehrt von ihrer Kur zurück, um Paul zu pflegen und wird bald schwanger. Die Schwangerschaft verläuft jedoch problematisch, so dass der Imperator und seine Konkubine sich in ihre alte Heimat Sietch Tabr zurückziehen. Während Chani niederkommt, startet Alia einen blutigen und rücksichtslosen Rachefeldzug gegen die Feinde des Imperiums; Korba und der Gilde-Botschafter Edrik werden ebenso exekutiert wie die Ehrwürdige Mutter der Bene Gesserit und weitere Verräter.
Als Chani bei der Geburt der Zwillinge Leto und Ghanima stirbt, schwindet Pauls Augenlicht in seiner Verzweiflung. Ein Formwandler vom Volk der Tleilaxu hat sich in den Hofstaat eingeschmuggelt und bedroht nun das Leben der Kinder – er bietet einen Pakt mit den Tleilaxu an und will Paul einen Ghola von Chani machen. Der Duncan-Ghola und Paul, der für kurze Zeit durch die Augen seines bereits zu vollem Bewusstsein gekommenen Sohnes sehen kann, können das Wesen überwältigen und die Kinder retten. Danach zieht der Imperator allein in die Wüste hinaus, wie es das alte Gesetz von einem blinden Fremen verlangt.

### Bedrohung des Imperiums
Fast sechzehn Jahre sind seit dem Verschwinden Muad'Dibs vergangen; die Imperiale Regentin Alia, mittlerweile mit Duncan Idaho verheiratet, herrscht im Namen der Kinder ihres Bruders, Leto II und Ghanima, über das Universum. Die eiserne Härte, mit der sie dabei zu Werke geht, sorgt für immer mehr Unruhen im Imperium, die vom Haus Corrino unter Wensicia und deren Spion, dem Priester Javid, noch geschürt werden.
Die von Irulan aufgezogenen Kinder Leto und Ghani nähern sich der Volljährigkeit, sind aber nur mäßig an den Machtspielen ihrer immer mehr in den Wahnsinn abdriftenden Tante interessiert und freuen sich auf das Wiedersehen mit ihrer Großmutter, Lady Jessica. Alia dagegen gibt ihrer Mutter die Schuld für ihre eigenen mentalen Probleme und wird von dem genetischen Erbe ihres Großvaters, Baron Wladimir Harkonnen, dazu verführt, das Imperium mit einer Terrorherrschaft zu überziehen.
Die Kinder fliehen aus der Hauptstadt und werden von einem Paar Laza-Tiger angegriffen, die die Gegner der Atreiden mit Neuroimplantaten fernsteuern. Mit letzter Kraft kann Leto seine Schwester in eine Felsspalte schieben, bevor er sich den Tigern zum Kampf stellt.

### Die Kinder des Wüstenplaneten
Ghanima erwacht aus einer Ohnmacht und findet die Laza-Tiger tot vor – und scheinbar auch Leto; sie schleppt sich zur nächsten Siedlung und kann sich im Sietch Tabr in Sicherheit bringen. Alia zwingt Stilgar jedoch, ihre Nichte herauszugeben, wogegen Irulan sich entschieden wehrt. Leto ist derweil wohlauf und vereinigt sich inmitten der Wüste mit den Sandwurm-Nestlingen, die mit ihm verschmelzen und eine zweite Haut auf seinem Arm bilden.
Lady Jessica flieht mit anderen Rebellen von Arrakis und kommt im Haus Corrino unter, wo sie Wensicias Sohn, Prinz Farad’n, in den Künsten der Bene Gesserit unterrichtet. Derweil trifft Leto in der Wüste auf einen blinden Prediger, in dem er seinen Vater zu erkennen glaubt. Die beiden wandern zu den Fremen- und Schmuggler-Rebellen in der Wüste, wo sie auf Gurney Halleck treffen.
Durch Alias von Javid geschürten Wahnsinn bricht ein Bürgerkrieg auf Arrakis aus, der nur durch eine Heirat Ghanimas mit dem Erben des Hauses Corrino beendet werden kann. Farad’n soll so sein Haus wieder an die Macht bringen, überrascht seine Mutter jedoch, indem er den Mordplan gegen die Kinder bei seiner Ankunft enthüllt. Wensicia wird verhaftet, während Ghanima Farad’n die Freiheit schenkt.
Der blinde Prediger kommt in die Hauptstadt und will erneut gegen Alia predigen, wird jedoch von einem Fanatiker ermordet. Erst im Sterben gibt er sich als Paul zu erkennen. Auch Duncan wird getötet, nachdem er im Sietch Tabr Javid niedersticht, worauf Stilgar ihn der Fremen-Tradition entsprechend umbringt, um die Schande des Mordes reinzuwaschen.
Als im Regenten-Palast die Vermählung von Farad’n und Ghanima verkündet werden soll, tritt Leto auf den Plan. Seine Mutation hat begonnen, er ist stärker als je zuvor und stellt sich Alia zum Duell. Seine Tante ist unterlegen und findet schließlich die Kraft, sich der Kontrolle von Baron Harkonnen zu entziehen und durch Suizid vom Einfluss ihres Vorfahren zu erlösen. Zuletzt verfolgt Ghanima mit Farad’n Letos Veränderung. Sie sieht seinen langen Leidensweg als der Gottkaiser des Wüstenplaneten voraus und bemitleidet ihren Bruder um die schwere Aufgabe.

## Synchronisation
| Rolle                    | Schauspieler     | Synchronsprecher         |
| ------------------------ | ---------------- | ------------------------ |
| Paul Atreides            | Alec Newman      | Dietmar Wunder           |
| Leto II. Atreides        | James McAvoy     | Timmo Niesner            |
| Ghanima Atreides         | Jessica Brooks   | Sonja Spuhl              |
| Chani Atreides           | Barbora Kodetová | Carola Ewert             |
| Irulan Corrino-Atreides  | Julie Cox        | Maud Ackermann           |
| Alia Atreides            | Daniela Amavia   |                          |
| Lady Jessica             | Alice Krige      | Traudel Haas             |
| Stilgar                  | Steven Berkoff   | Jan Spitzer              |
| Prinzessin Wensicia      | Susan Sarandon   | Kerstin Sanders-Dornseif |
| Duncan Idaho             | Edward Atterton  | Uwe Büschken             |
| Baron Wladimir Harkonnen | Ian McNeice      | Hans-Werner Bussinger    |

## Kritik
Das Lexikon des internationalen Films bezeichnete Children of Dune als eine „Aufwändig gestaltete Science-Fiction-Miniserie mit zahlreichen Nebensträngen und -handlungen und einem überbordenden Personenarsenal. Die mit vielen (Computer-)Effekten generierte Produktion präsentiert eine populäre Heilsgeschichte voller christlicher Metaphorik für ein großes Publikum.“

## Bemerkungen
- Viele Darsteller aus der ersten Miniserie nahmen ihre Rolle in Children of Dune wieder auf, einige standen jedoch nicht zur Verfügung. So wurde Saskia Reeves (Lady Jessica) durch Alice Krige ersetzt, Uwe Ochsenknecht (Stilgar) durch Steven Berkoff und James Watson (Duncan Idaho) durch Edward Atterton. Karel Dobry (Liet Kynes) ist erneut dabei, diesmal jedoch in der Rolle des Korba.

- Auch Ian McNeice kehrte als Geist von Baron Wladimir Harkonnen zurück um seine Enkelin Alia, die ihn vor Jahren getötet hat, heimzusuchen.

- Einige zentrale Aspekte des Buches wurden im Film geändert oder nicht zur Sprache gebracht:

im Buch planen die Bene Gesserit, Leto und Ghanima ein Kind zeugen zu lassen, um die Blutlinie der Atreiden rein zu halten; tatsächlich heiraten die Geschwister am Ende, ohne jedoch gemeinsame Nachkommen zu zeugen.
Die Kinder sind im Buch tatsächlich noch Kinder (9–10 Jahre alt) und keine Teenager.
Der Charakter der Wensicia Corrino erfuhr in der Verfilmung einen grundlegenden Wandel:
in der Romanvorlage ist sie lediglich eine Randfigur, im Film spielt sie, als Architektin der Verschwörung gegen das Haus Atreides, eine bedeutende Rolle.
Zudem ist Wensicia in Herberts Werk die jüngere Schwester von Prinzessin Irulan, während sie in der Verfilmung eindeutig die ältere ist, was durch die ungeschickte Wahl der Darstellerinnen (Susan Sarandon / Julie Cox) zustande kommt. Im Film selbst wird Irulan als Erstgeborene des Imperators Shaddam IV bezeichnet.

### Deutsche Veröffentlichung
In Deutschland, wo die erste Miniserie bei ProSieben lief, erschien Children of Dune bei RTL unter dem Titel Dune – Die Trilogie. Da dieser Titel irreführend war und die zweite Trilogie nicht von der ersten abhob, wurde für die wenig später folgende deutsche DVD-Veröffentlichung der englische Originaltitel gewählt. Die drei einzelnen Teile waren je zirka 90 Minuten lang.
Auf dem Pay-TV Premiere lief eine zweiteilige Fassung, ebenfalls unter dem Titel Children of Dune. Jeder Teil war nur 90 Minuten lang, es wurden also weite Teile geschnitten.

### Soundtrack
Der von Brian Tyler komponierte Soundtrack zu Children of Dune wurde nach seiner Veröffentlichung, die zeitgleich mit der DVD-Veröffentlichung der Miniserie erfolgte, zum Bestseller. Das Album besteht aus 36 Stücken, darunter Inama Nushif (‚Sie ist ewig‘), das von Tyler komplett in der fiktiven Fremensprache Chakobsa geschrieben und von Azam Ali, einer in Kanada lebenden Sängerin iranischer Abstammung, gesungen wurde.